# Mario Power Tennis (GameCube)
Mario Power Tennis, conegut al Japó com Mario Tennis GC (マリオテニスGC) (マリオテニスGC, ''Mario Tennis GC''?), és un videojoc d'esports desenvolupat per Camelot Programari Planning i llançat per Nintendo per a la videoconsola Nintendo GameCube, en 2004. El videojoc és la seqüela del títol de Nintendo 64 Mario Tennis, sent a més el quart videojoc de la sèrie Mario Tennis. Power Tennis es va llançar al Japó el 28 d'octubre de 2004, a Amèrica del Nord el 8 de novembre del mateix any i a Austràlia el 25 de febrer de 2005. El videojoc va ser llançat novament per Wii en 2009 com a part de la col·lecció New Play Control!.
Power Tennis incorpora múltiples personatges, temes i llocs de la sèrie de Mario. El joc inclou partits estàndard de tennis així com variants que consten de diferents formats de puntuació i objectius. Altres innovacions inclouen pistes "Gimmick", que són àrees temàtiques que compten amb elements i propietats que afecten directament la manera de joc. El títol incorpora 18 personatges jugables, cadascun categoritzat pel seu estil de joc i amb un parell de moviments únics coneguts com a "Power Shots" ("Cops de poder"). Power Tennis es va desenvolupar al mateix temps que Mario Golf: Toadstool Tour, compartint tots dos la mateixa tecnologia i conceptes entre si durant l'etapa de producció. Aquestes similituds fan referència a la temàtica de Mario en els personatges i escenaris, així com maneres de joc alternatius com el "Ring Shot" ("Cop a anell").
Després del seu llançament, el joc va obtenir crítiques positives en general, aconseguint una puntuació global de 81% pel lloc web Game Rànquings i 80% per part de Metacritic. Al seu torn, els crítics van elogiar la profunditat i varietat del joc, encara que van jutjar les animacions "Power Shot", les quals no poden saltar-se i evitar el seu visionat.

## Interactivitat
Mario Power Tennis consisteix en diferents partits de tennis que incorporen a personatges, pistes i escenaris basats en la sèrie de Mario. El grup de pistes inclou els tres tipus de pista de tennis estàndard, encara que compostes en la seva major part per les temàtiques dels jocs de la sèrie de Mario, conegudes com a pistes "Gimmick". A més d'adoptar un estil estètic, la funció d'aquests elements temàtics influeix molt en la forma en què es juga un partit en aquesta superfície. Tal és el cas dels fantasmes de la pista de Luigi's Mansion, els quals dificulten el moviment del personatge quan aquest entra en contacte físic amb ells. A pesar que el tennis estàndard està disponible, moltes variants de l'esport poden ser jugades, la qual cosa permet adoptar diferents regles i mètodes per obtenir la victòria. La manera "Ring Shot" consisteix que el jugador pot obtenir punts per copejar la pilota a través d'uns anells de grandàries diferents; la quantitat de punts depèn de la intensitat i dificultat del cop. El jugador adquireix els punts cada vegada que un cop guanyador s'adhereixi a les normes estàndard; es pot guanyar el partit una vegada que el nombre predeterminat de punts és igualat o superat. D'una manera similar, la manera "Item Battle" confereix als personatges la possibilitat d'usar elements basats en l'univers de Mario per interferir amb el joc de l'altre personatge competidor i, d'aquesta manera, obtenir un avantatge.

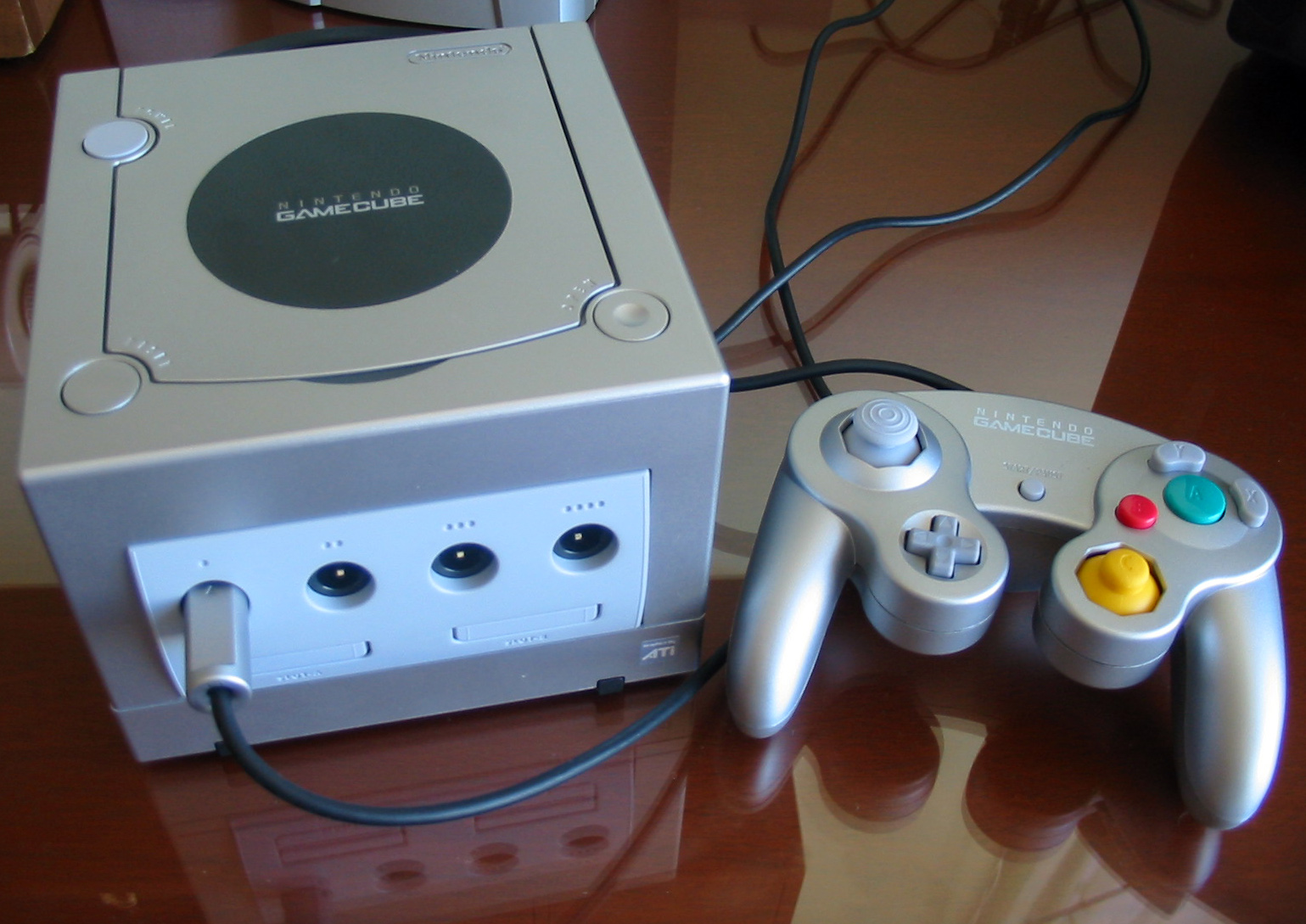
Mario Power Tennis va debutar al Japó a la fi de 2004, llançat per Nintendo per a la consola Nintendo GameCube.

La manera central del joc és el "Tournament Mode" ("Manera campionat"), que comprèn un conjunt d'esdeveniments amb cert grau de dificultat que es va acumulant després de cada partit. Aquest conjunt d'esdeveniments ha de finalitzar-se reeixidament per desbloquejar altres personatges jugables. cal esmentar que aquesta manera es pot completar ja sigui de forma individual o en duos, i es divideix en pistes Gimmick i pistes estàndard. Una alternativa a això són els "Special Games" ("Jocs especials"), que impliquen al jugador a intentar complir amb un objectiu relacionat amb el tennis en una pista de Gimmick. Aquests jocs especials venen de múltiples formes, incorporant temàtiques d'antics jocs de Nintendo, com el joc especial de "Tic-Tac-Glow", que reguiere que el jugador copegi pilotes d'aigua per alliberar els esperits de Sols atrapats en terra, la qual cosa fa referència a Super Mario Sunshine. Power Tennis conté l'opció multijugador per a quatre jugadors, a la qual es pot accedir durant el "Exhibition Mode" ("Manera exhibició"), la manera estàndard del joc on el jugador pot triar als seus oponents i també a les condicions del partit. Entre aquestes opcions figuren la dificultat de l'oponent, la pista que es desitja utilitzar i el nombre de jocs i sets per guanyar el partit.
Power Tennis conté 18 personatges jugables, els quals formen part de la franquícia de Mario. Molts personatges, com Wario, ja havien aparegut en el joc predecessor així com en els seus respectius spin-offs de Mario, mentre que aquesta era la primera aparició Wiggler com un personatge jugable. Tots els personatges estan categoritzats en sis grups que representen el seu estil de joc: balancejat, tècnic, poderós, ràpid, defensiu i trampós. Cadascun dels personatges és capaç de realitzar dos moviments exclusius coneguts com a "Power Shots". Aquests moviments, que van acompanyats amb una animació cada vegada que copegen la pilota, incorporen les qualitats específiques del personatge. Els poders només es poden activar de tant en tant en el partit, però generalment s'utilitzen a manera de defensa o per anotar un punt, depenent del tipus de cop que s'hagi escollit. Els moviments de tennis genèrics, com els cops tallats, les deixades i els globus, poden aplicar-se a qualsevol moment del partit.

## Desenvolupament
Camelot Programari Planning, al costat d'un equip conformat per aproximadament trenta persones, encapçalades pels germans Hiroyuki i Shugo Takahashi, van ser els responsables del desenvolupament de Power Tennis. El joc es va anunciar per primera vegada en un exemplar de la revista japonesa Famitsu, sent presentat després en la conferència I3 de 2004. Previ al llançament, els germans Takahashi van discutir els processos de desenvolupament múltiple en una entrevista amb Famitsu. Camelot havia estat treballant en una versió prèvia de Mario Tennis per a la consola Nintendo GameCube, no obstant això pausó el projecte per reiniciar-ho des de zero, aquesta vegada usant idees i tecnologia provinents de Mario Golf: Toadstool Tour, el qual es va desenvolupar de manera simultània a Power Tennis. Shugo va esmentar que l'original era més seriós i incorporava un sistema de joc més profund, encara que tenia pocs objectes temàtics de l'univers de Mario. A més, no es volia perfeccionar els gràfics sense abans haver explorat avanços per als conceptes i la interactivitat, la qual cosa Hiroyuki va esmentar que seria "inacceptable per a un joc de Mario". A causa de l'èxit del seu predecessor, els Takahashi es van sentir pressionats per fer un joc que resultés original i que a primera vista no se semblés massa al seu predecessor.
Després del seu llançament, IGN va entrevistar a Hiroyuki sobre el desenvolupament de Mario Power Tennis, revelant que Camelot havia treballat conjuntament amb Nintendo amb relació a l'efecte de veu i animació, alguna cosa que Shugo va esmentar com "contribuir bastant a la millora dels gràfics del joc". Shugo va explicar així mateix la raó per la qual els elements de rol que estaven presents en Mario Tennis havien estat exclosos de Power Tennis, dient que ell sentia que eren més adequats per a la "experiència intensa d'un sol jugador", un concepte present en les consoles portàtils. Quant a les pistes temàtiques del joc, va explicar que els conceptes s'havien concebut durant llargues sessions de pluja d'idees, a partir de les quals es va decidir afegir pistes que recordessin als usuaris els jocs passats de Mario, i que alhora tinguessin l'objectiu d'introduir a nous usuaris als jocs del lampista italià. Quan se'ls va preguntar sobre les dificultats que poguessin haver tingut en desenvolupar el joc, Shugo va comentar que l'esforç requerit per realitzar les seqüències d'inici, el desenvolupament dels jocs especials i les animacions havia ocasionat alguns problemes quant a la programació original que es tenia del projecte. A pesar que es va especular sobre les capacitats en línia abans de l'estrena de Power Tennis, Shugo es va refusar a innovar la compatibilitat en línia del joc a causa del temor als problemes de retard (lagging), dient: "No crec que puguis jugar un joc de tennis online sota el sistema actual d'Internet i sentir-te satisfet al mateix temps".
Nintendo va col·laborar amb la Lawn Tennis Association (LTA) en 2005 amb la finalitat de promoure Power Tennis en el Regne Unit. La promoció va abastar mostres interactives del joc i exhibicions de productes oficials de Nintendo en diversos esdeveniments de tennis tals com Wimbledon. La publicació ACE Magazine de la LTA va incloure publicitat de Power Tennis i va anunciar competicions en les quals s'oferia el joc com a premi. Nintendo també va llançar un qüestionari en línia per conèixer els hàbits i preferències dels jugadors en relació amb el tennis com a part de la seva campanya Who Are You? (en espanyol: "Qui ets?"). Nintendo va anunciar en 2008 que tornaria a llançar el títol com a part de la sèrie New Play Control!, la qual ve amb controls de Wii addicionals. El joc pot controlar-se usant el Wiimote, amb la possibilitat d'usar l'accessori Nunchuk, alguna cosa que permet al jugador develar cops de dreta i de revés en balancejar el Wiimote igual que una raqueta de tennis. El seu llançament va tenir lloc el 15 de gener de 2009 al Japó.

## Recepció
Mario Power Tennis va obtenir crítiques generalment positives; la majoria d'elles va elogiar la varietat de maneres de joc i la incorporació de múltiples minijuegos. Raymond Padilla, de GameSpy, va enaltir l'ús dels personatges i les categories de jugador, dient: "Quan combines tot, et trobes amb un gran repartiment de personatges, cadascun oferint una impressió diferent". No obstant això, les pistes "Gimmick" van ser qualificades per Matt Casamassina com una "distracció i fastiguejo", encara que va reconèixer que algunes d'elles eren més excel·lents que unes altres del mateix joc. Addicionalment, Michael Col·le, de Nintendo World Report, va concloure en la seva anàlisi que la majoria dels jugadors decideixen tornar a la interactivitat de les pistes estàndard "després de ser 'injustament derrotats' per fantasmes, pintura o un altre tipus de paranys". D'altra banda, Tom Bramwell, de Eurogamer, es va manifestar a favor de l'estil de Power Tennis, anteposant la interactivitat sobre la simulació i el realisme. En comparar-ho amb el seu predecessor, els analistes van elogiar a Power Tennis per incorporar la franquícia de Mario en els diferents escenaris i pistes.
Les característiques del sistema de joc introduït en aquest van rebre en canvi una avaluació variada. IGN va percebre que els "Jocs especials" variaven en qualitat entre ells, alguna cosa que Casamassina va comentar: "certament, aquests no fan ni interrompen l'experiència". Els "Power Shots" també es van trobar amb una reacció ambivalent; els cops en si van ser lloats per afegir estratègia i qualitat, encara que Ryan Davis de GameSpot va comentar: "hagués estat encara millor si poguessis anar més enllà de l'animació i mantenir els moviments fantàstics". A trets generals, les maneres multijugador van resultar ser més populars que els individuals, en part a causa que la "predictible i bàsica" intel·ligència artificial contribueix, a vegades, a un nivell baix de dificultat. GameSpy va notar que el nombre d'opcions i variables milloraven l'experiència multijugador, dient: "El joc és molt bé a grans trets, però sobresurt quan ho jugues en companyia d'amistats". Les mecàniques del sistema de joc de tennis també van aconseguir popularitat; alguns crítics van aplaudir l'accessibilitat del joc així com la seva profunditat referent a la varietat de cops disponibles i la manera en què la posició d'un personatge afecta el contacte amb la pilota.
La major part de les crítiques va elogiar la presentació del joc; diversos experts van posar una especial èmfasi en la seqüència d'inici. Nintendo World Report va destacar al seu torn el nivell de detalls en les locaciones temàtiques i animacions dels personatges, concloent: "[posa] inclusivament en vergonya a la sèrie Mario Kart". IGN va compartir de manera general aquesta opinió, encara que va criticar les animacions de fons, comentant: "Les multituds en particular són una dosi repetitiva dels mateixos sprites l'una i l'altra, i una altra vegada". D'altra banda, l'àudio va obtenir una resposta mediocre, malgrat les còmiques actuacions de veu amb les quals explica.
Power Tennis va vendre un total de 139.000 còpies durant la seva primera setmana de llançament al Japó, per després acumular un total de 377.000 jocs venuts al mateix país fins al 31 de desembre de 2006. Es va posicionar en la cinquena posició de les llistes de vendes d'Austràlia per a la consola GameCube, en un període que va del 16 al 29 d'octubre de 2005. En els primers quatre dies de comercialització de la versió Wii, Mario Power Tennis va aconseguir vendre fins a 56.000 edicions tan sols al Japó.

## Adaptació per Wii
Mario Power Tennis va ser adaptat per Wii, llançant-se el 9 de març de 2009 als Estats Units i el 6 de març del mateix any a Europa i a diversos països de Llatinoamèrica, sent part de la sèrie de New Play Control!, la qual es caracteritza per contenir adaptacions per Wii de títols de GameCube, amb tal de donar mostra de les funcionalitats que posseeix la consola virtual. En aquesta versió del joc es va afegir el Wiimote motion control support, així com altres funcionalitats, destacant les millores en la jugabilitat, hagut d'en part a les noves característiques del comandament de la Wii. L'adaptació presenta un aspecte similar al del seu homònim per GameCube, comptant amb les mateixes maneres de joc, no obstant això fa ús d'un sistema de joc dràsticament modificat, la qual cosa ocasiona que sigui una miqueta difícil aprendre a controlar els moviments bàsics del joc. Malgrat això, el lloc web Meristation conclou: «‘New Play Control' [és] una col·lecció completament centrada és explorar les virtuts del sistema de control Wii […] Mario Power Tennis bé podria ser un dels banderers de la mateixa gràcies al canvi dràstic que ha sofert el títol després d'aquesta adaptació […] i gràcies a això visualment encara ofereix un aspecte radiant».